# Cantonul Peyreleau
Cantonul Peyreleau este un canton din arondismentul Millau, departamentul Aveyron, regiunea Midi-Pyrénées, Franța.

## Comune
- La Cresse
- Mostuéjouls
- Peyreleau (reședință)
- Rivière-sur-Tarn
- La Roque-Sainte-Marguerite
- Saint-André-de-Vézines
- Veyreau